# Бриггс, Уорд
Уорд Бриггс (род. 26 ноября 1945, Риверсайд, Калифорния; англ. Ward W. Briggs) — американский историк-антиковед. До 2011 года именной профессор-эмерит классики и именной профессор латыни Университета Южной Каролины.

## Биография
Учился в Университете Северной Каролины в Чапел-Хилл. Его магистерская работа была посвящена Горацию, а докторская (научный руководитель Брукс Отис) — Вергилию. Степень доктора философии он получил в 1974 году в том же университете, где и преподаёт с 1973 года.
Работал в Институте перспективных исследований в Принстонском университете.
В центре его научных интересов римский поэт Вергилий и история антиковедения в США, последняя — с особым вниманием к американскому классицисту Бэзилу Ланно Гилдерсливу.
Автор и редактор 10 книг и многих других работ.

## Научные труды

### Монографии
- Aspects of Horace, Odes 3.19. Chapel Hill 1969
- Repetitions from Virgil’s Georgics in the Aeneid. Chapel Hill 1974
- Narrative and Simile from the Georgics in the Aeneid. Leiden 1980 (Mnemosyne Supplements 58)
- Soldier and scholar: Basil Lanneau Gildersleeve and the Civil War. Charlottesville 1998

### Научная редакция
- Concordantia in Varronis Libros de re rustica. Hildesheim 1983
- with Herbert W. Benario: Basil Lanneau Gildersleeve: An American Classicist. Baltimore 1986
- with Herbert W. Benario: The Letters of Basil Lanneau Gildersleeve. Baltimore 1987. ISBN 978-0801828768
- with William M. Calder III[нем.]: Classical Scholarship: A Biographical Encyclopedia. New York/London 1990. ISBN 978-0824084486
- The Selected Classical Papers of Basil Lanneau Gildersleeve. Atlanta 1992
- Biographical Dictionary of North American Classicists. Westport (Connecticut)/London 1994. ISBN 0-313-24560-6
- with E. Christian Kopff[англ.]: The Roosevelt lectures of Paul Shorey (1913–1914). Hildesheim/Zürich/New York 1995. ISBN 3-487-09982-9